# Marta Lach
Marta Lach (Osiek, 26 de maio de 1997) é uma desportista polaca que compete em ciclismo na modalidade de rota. Ganhou uma medalha de prata no Campeonato Europeu de Ciclismo em Estrada de 2019, na prova de rota sub-23.

## Medalheiro internacional
| Campeonato Europeu | Campeonato Europeu       | Campeonato Europeu | Campeonato Europeu |
| Ano                | Lugar                    | Medalha            | Competição         |
| ------------------ | ------------------------ | ------------------ | ------------------ |
| 2019               | Alkmaar ( Países Baixos) | Medalha de prata   | Estrada sub-23     |

## Palmarés
2019
- 1 etapa do Festival Elsy Jacobs[2]
- 3.ª no Campeonato da Polónia em Estrada
- 2.ª no Campeonato Europeu em Estrada sub-23